# Tournai Communal Cemetery Allied Extension
Tournai Communal Cemetery Allied Extension is een militaire begraafplaats van het Britse Gemenebest met gesneuvelden uit de Eerste- en Tweede Wereldoorlog, gelegen in de Belgische stad Doornik. De begraafplaats ligt 1.430 m ten zuidwesten van het stadscentrum (Onze-Lieve-Vrouwekathedraal), naast de gemeentelijke begraafplaats (Cimetière du Sud). Ze werd ontworpen door Charles Holden en wordt onderhouden door de Commonwealth War Graves Commission.
Er worden 861 doden herdacht waarvan 34 niet geïdentificeerd konden worden.

## Kenmerken
De begraafplaats is een uitbreiding van de gemeentelijke begraafplaats en heeft een trapeziumvormig grondplan met een oppervlakte van ongeveer 3.680 m². Het terrein is gedeeltelijk omgeven door een natuurstenen muur en een haag. Het Cross of Sacrifice staat aan de westelijke zijde direct aan de toegang en de Stone of Remembrance staat centraal op het terrein. Aan de zuidelijke zijde staan twee schuilhuisjes verbonden door een muur met zitbank en een groenperk.

## Geschiedenis

### Eerste Wereldoorlog
Op 23 augustus 1914 werd Doornik door het Duitse II Korps bezet en bleef in hun handen tot de stad op 8 november 1918 door de 47th (Londen) en 74e (Yeomanry) werd bevrijd. Tijdens de bezetting werden de gewonde en zieke Duitse en geallieerde soldaten verzorgd in het "Asile" en het "Hopital Notre-Dame". Degenen die overleden werden op de gemeentelijke begraafplaats en de uitbreiding (extension) bijgezet. Op 14 november 1918 kwam de 51ste (Highland) Casualty Clearing Station (veldhospitaal) in de stad en bleef er tot 20 juli 1919. 
Na de oorlog werden de graven gehergroepeerd volgens nationaliteit en vele slachtoffers werden vanuit 63 kleine begraafplaatsen in de wijde omgeving van Doornik naar hier overgebracht.
Er liggen nu 645 Britten, 30 Canadezen, 5 Australiërs, 1 Nieuw-Zeelander, 5 Zuid-Afrikanen, 4 Indiërs en 2 Belgen uit de Eerste Wereldoorlog. Er liggen ook nog 117 Russen die in krijgsgevangenschap stierven. Voor twee Britten werden Special Memorials opgericht omdat zij oorspronkelijk op andere begraafplaatsen lagen maar niet meer teruggevonden werden. Voor nog twee andere Britten werden ook Special Memorials opgericht omdat hun graven hier niet meer gelokaliseerd konden worden.

### Tweede Wereldoorlog
Van de 52 Britse slachtoffers uit de Tweede Wereldoorlog zijn er 50 die sneuvelden in mei en juni 1940, tijdens de gevechten tegen het oprukkende Duitse leger en de terugtrekking naar Duinkerke. De twee andere stierven in 1944.

## Graven

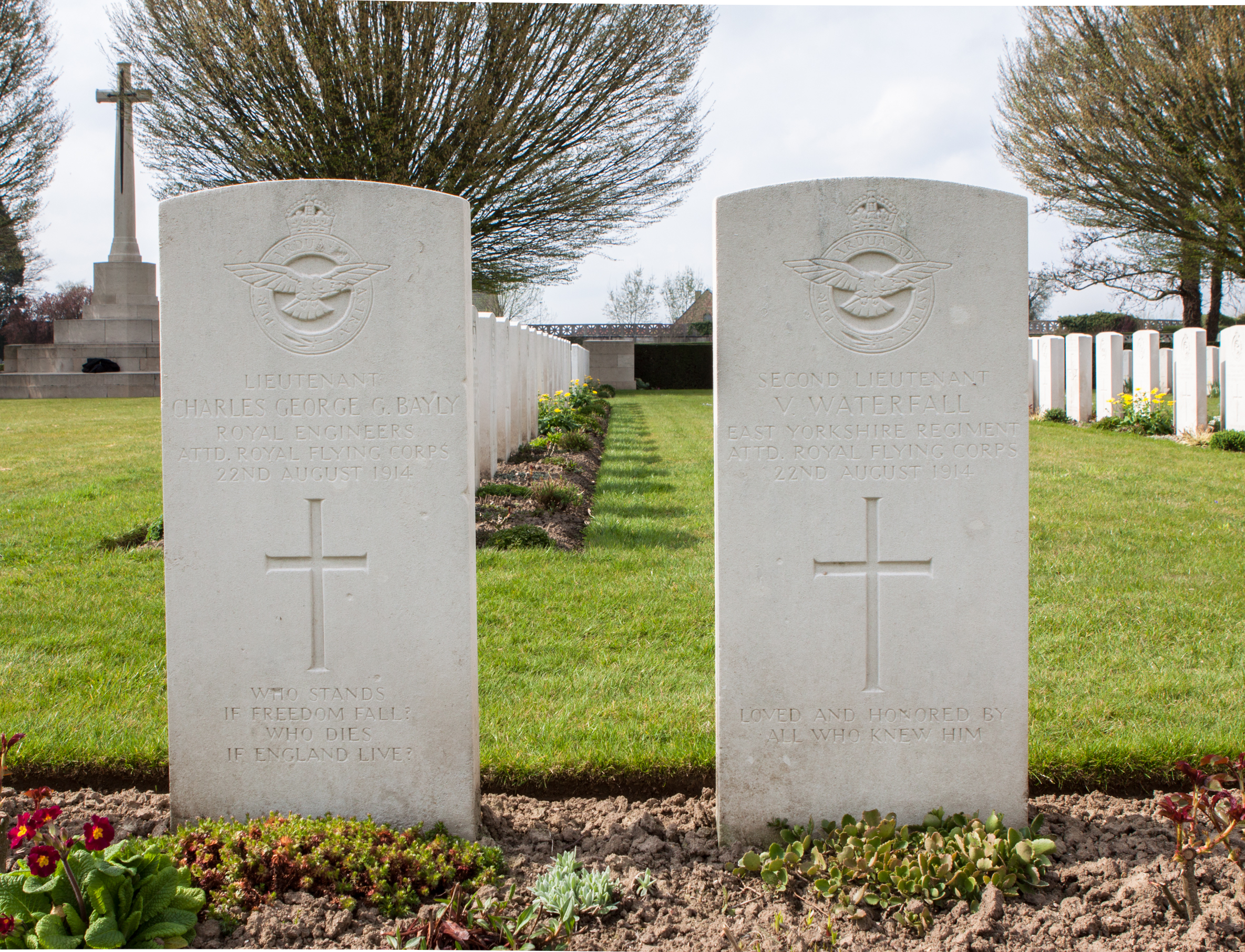
Graven van C. G. Bayly en V. Waterfall

- De onderluitenant Vincent Waterfall en luitenant Charles George Gordon Bayly, waren de eerste gesneuvelden van het Royal Flying Corps in de Eerste Wereldoorlog.[3] Zij stierven op 22 augustus 1914.
- René Deryse en Octave Nuytens zijn twee Belgen die respectievelijk sneuvelden op 27 september en 27 oktober 1918.

### Onderscheiden militairen
- Walter Henry Lace, majoor bij de Royal Engineers; kapitein Donald William Edwards en luitenant Francis George Truscott, allebei leden van het Royal Flying Corps en Frederick Thomas Edwards, onderluitenant bij het The King's (Liverpool Regiment) werden onderscheiden met het Military Cross (MC).
- H.C. Rath, luitenant bij de Royal Air Force werd onderscheiden met het Distinguished Flying Cross (DFC).
- J. Pridden, sergeant bij het The King's (Liverpool Regiment) werd onderscheiden met de Distinguished Conduct Medal (DCM).
- G.E. Smith, kwartiermeester sergeant bij het Royal Army Service Corps en R. Scott, sergeant bij de Gordon Highlanders werden onderscheiden met de Meritorious Service Medal (MSM).
- er zijn nog 11 militairen die de Military Medal (MM) hebben ontvangen waaronder korporaal Gervase Winford Stovin Alington en soldaat C.H. Betteridge die deze onderscheiding tweemaal ontvingen (MM and Bar).

### Alias
- soldaat R. L. Rice diende onder het alias W. Dolling bij het Royal Irish Regiment.